# Ordine della Stella (Afghanistan)
L'ordine   Stella è stato una decorazione della Repubblica Democratica dell'Afghanistan.

## Storia
L'ordine è stato fondato il 24 dicembre 1980.

## Classi
L'ordine disponeva delle seguenti classi di benemerenza:
- I classe
- II classe
- III classe

## Assegnazione
L'ordine veniva assegnato ai cittadini:
- per eccezionale coraggio personale e valore in combattimento;
- per l'ottima organizzazione e/o svolgimento di operazioni militari in cui il nemico abbia subito gravi perdite;
- per un ottimo lavoro nel miglioramento dell'efficacia di combattimento delle forze armate e per il rafforzamento della difesa della Repubblica.

## Insegne
- L'insegna è una stella a cinque di 35 mm. La superficie della stella era leggermente convessa. Sul lato anteriore centrale della stella vi era un cerchio con un diametro di 22 mm con un'immagine in rilievo dell'emblema dello Stato. L'insegna era dorata per la I classe, parzialmente dorata per la II classe e argentata per la I classe.
- Il nastro era per un terzo verde, un terzo rosso e un terzo nero con sottili bordi bianchi.